# Tarija

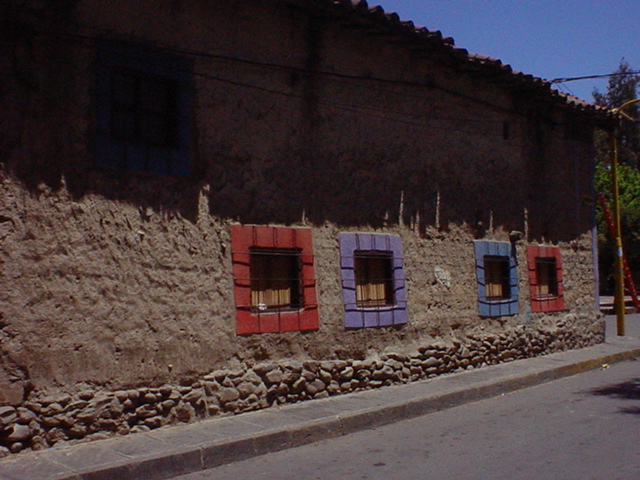
Una casa.

Tarija o San Bernardo de Tarija è un comune (municipio in spagnolo) della Bolivia nella provincia di Cercado (dipartimento di Tarija) con 179 528 abitanti (dato 2012).
La città venne fondata il 4 luglio 1574 con il nome di Villa de San Bernardo de la Frontera de Tarixa dal sivigliano Luis de Fuentes y Vargas, sulla riva sinistra del fiume Nuevo Guadalquivir, seguendo gli ordini del Viceré Francisco de Toledo. Il nome è un tributo a Francisco de Tarija, anch'egli andaluso e membro della spedizione guidata da Diego de Almagro.

## Cantoni
Il comune è suddiviso in 9 cantoni:
- Alto España
- Junacas
- Lazareto
- San Agustín
- San Mateo
- Santa Ana
- Tarija
- Tolomosa
- Yesera